# Гудетама
Гудетама (яп. ぐでたま) — персонаж з мультфільмів, створений японською компанією Sanrio. Назва Gudetama утворена з двох частин, перша частина — ономатопея «gudegude» (яп. ぐでぐで), яка використовується для опису чогось ледачого. Друга частина — від японського слова «tamago» (яп. たまご), що означає яйце. Тому «Гудетама» можна перекласти українською мовою як «ледаче яйце».

## Історія створення
Гудетама був створений 26-річним дизайнером Sanrio AMY, справжнє ім'я — Нагасіма Емі (яп. 永嶋瑛美). Нагасіма Емі надихнулась яйцем, яке вона готувала після довгого робочого дня. «Жовток виглядав симпатичним … через його похмуру поведінку». Вона відчула, що жовток виглядає зовсім, як сьогоднішня молодь, яка відчуває втому від життя. Тому вона спроектувала яєчний характер та його особистість.

## Зовнішність
Гудетама — це зазвичай жовток сирого яйця з тріщиною внизу жовтого кольору, схожого на мед та стиглі кукурудзяні ядра. У нього голова без шиї і тіло з кінцівками, але немає пальців і ніг. Його очі намальовані, як дві чорні боби, здаються ледачими. У нього також є рот без зубів. Гудетама не має статі, тому що це незапліднене яйце, і його зазвичай зображують, кладучи на яєчний білок, як на ліжко, використовуючи бекон, як ковдру. Крім того, існує багато інших зображень Гудетами, що відповідають різним способам приготування яєць.

### ДжуДжу
Джуджу (яп. ぎゅでちゃ) абсолютно відрізняється від Гудетами. Її обличчя — це традиційно миле обличчя в стилі Санріо, яке виглядає енергійно і позитивно. У порівнянні з Гудетамою, Джуджу більше схожа на дитину, а Гудетама — на дорослих цього покоління.

### Рок
Рок (яп. ロック) — яйце, приготоване з олією, з тим же обличчям, що і в Гудетами. Вона любить рок-музику так, це хобі формується після того, як її приготують з гарячим маслом.

### Яйце з твердим відваром
Яйце з твердим відваром (яп. ハードボイルド) готується згідно з його назвою. Після кип'ятіння в гарячій воді більше 15 хвилин вона перетворюється на яйце з твердим відваром. І її особистість змінюється на спокійну і позитивну. Її обличчя схоже на дорослу особину з густими прямими бровами.

## Культура
Фактор культури, пов'язаний з популярним напрямком Гудетама, можна викласти як два типи: культура кімо-каваї та харчова культура Японії. Ці дві культури можуть пояснити розкриття тенденції Гудетами та причини його популярності. Особистість і зовнішність Гудетами відповідає його імені, оскільки це пригнічене яйце. На відміну від інших позитивних та активних персонажів японської культури Каваї, голосові протести Гудетами проти його долі у житті, здавалося б, роблять це нехарактерним ударом із нібито стоїчним та працьовитим японцем і по черзі читаються як ознаки тисячолітнього невдоволення роботою, а також як симптоми депресії. Його лінь і депресія — основні причини, чому вона стала символом японської культури Каваї, і її популярність продовжує поширюватися по всьому світу. З часу створення цього героя мультфільму, Гудетама отримав медіа-франшизу, включаючи іграшкову лінію, комікси, мангу, аніме-серії, одяг одягу, лінійку продуктів та інші засоби масової інформації. Протягом двох років після впровадження Гудетами, Санріо поставив майже 2000 видів тематичної продукції в Японію від олівців до валіз. Тим часом у Гудетами є власний акаунт у Twitter із 1,04 мільйонами підписників, що найбільше для всіх персонажів Санріо.

### Культура їжі
Гудетама створений на основі яйця, тоді як більшість персонажів у західних є людськими персонажами. Окрім Гудетами, існують багато різних персонажів на основі яєць, такі як Датемакіман (згорнутий солодкий чоловік з яєць), Чаванмусімаро (парений яєчний пудинг) та Тамагоякікару (фіксатор смажених яєць), відомі харчові персонажі, як Анпанман, супергерой з червоних бобів завжди говорить: «Їж моє обличчя!» . Взагалі яйця в Японії мають багатий соціальний резонанс, тоді як нових робітників завжди називають «тамаго» або яйцями, особливо в робочих умовах. Нагаші Емі також каже, що походження Гудетами — це початковий сніданок для японських робітників: тамаго каке гохан (сире яйце на білому рису). Якщо конкретніше, то яйця мають багатий символічний та метафоричний потенціал з точки зору тисячолітніх працівників, які надихнули на його створення. Гудетама — лише жовток, а не все яйце, що передбачає вибірковість зайнятості та капіталістичну оцінку, яка вимагає найкращих людей і відкидає решту. Так само, як і яйця, людей у сучасному суспільстві цінують за те, що вони можуть зробити свій внесок у суспільство. Тому Гудетама має сильний соціальний резонанс і заробляє любов людей у всьому світі.

### Кімо-каваї
Кімо-Каваї означає «грубо-мило» або «моторошно-мило». Як і інші персонажі Кімо-Каваї, Гудетама — це поєднання милості, але грубості в деякому сенсі. Кімо-каваї Гудетама виявляє свою депресію, яка завжди скаржиться на її важке життя.
Що стосується мистецького стилю, Гудетама відзначається своїм «чарівним» та простим малюванням ліній, що відповідає спрямуванню аніме для дітей, але який також дозволяє легко робити масове виробництво. Спрощений вираз обличчя Гудетами, з щілинами для очей та відкритим ротом, з християнського погляду здається, що це привид чи загублена душа, саме тому деякі західники називають це кімо-каваї.

## Медіа

### Телебачення
Серіал «Гудетама» транслюється у ранкових новинах на TBS (Tokyo Broadcasting System Holdings) під назвою «あさチャン！» з суботи на понеділок. Кожен епізод триває приблизно одну хвилину, і до 2017 року він мав майже 1000 серій. Існують спеціальні історії про фестивалі. У 2013 році Гудетама взяв участь у харчовому конкурсі, проведеному Санріо, щоб надихнути своїх дизайнерів та випробувати нових персонажів. Гудетама зайняв друге місце, переможецем змагань став веселе філе лосося на ім'я Кірімічан. Навіть незважаючи на те, що Гудетама на початку був менш популярним, ніж Кірімічан, він набув більше шанувальників та вищу ринкову цінність, ніж милий лосось. Гудетама дебютував у 2014 році в телевізійній програмі TBS під назвою «あさチャン!» (Аса Чян, укр. Ранковий шанс), у ранковій сімейній новинній секції, яка виходила з 5:25 до 8:00 вечора. Кожен епізод серії Gudetama та ігровий сегмент триває приблизно одну хвилину, а в 2017 році Gudetama мали майже 1000 серій. Щоб бути більш конкретним, Гудетама з'являється близько 6:54 ранку щопонеділка по п'ятницю, а також з'являється в п'ятисекундних оновленнях новин о 7:00 ранку. Глядачі Аса Чана також можуть брати участь у грі під назвою «Шанс Гудетама!». Аудиторії можуть заробляти бали за допомогою дистанційного керування, щоб вибрати правильну карту на телебаченні. Ті, хто набере щонайменше 100 балів за певний час, можуть отримати спеціальний подарунок

### Відеоігри
«Gudetama Tap!» — це гра, створена на тему Gudetama, це випадкова гра або колекційна гра. Гра проста, але вимагає тривалого часу очікування, тоді як ця гра в основному полягає у використанні рецептів для приготування різних видів гудетама. Рецепт вимагає довгих годин, щоб чекати, можна приготувати рідкісних Гудетама.

### Тематичні заходи
Зростаюча любов до Гудетами серед дітей та молоді цього покоління призводить до збільшення кількості заходів, присвячених Гудетамі, що проводяться по всьому світу. У 2019 році на невеликому острові в Сентосі було отримано понад 800 надувних виробів Gudetama, які використовувалися для святкування щорічного фуршету Sentosa. Кожен з надувних елементів Gudetama становить від 0,9 м до 1,5 м, тоді як діти та дорослі можуть усі з ними повеселитися та сфотографуватися

## Продукція

### Косметика
У 2016 році корейський бренд косметики під назвою Holika Holika почав співпрацювати з Gudetama та запросив корейського актора Джина Су моделлю цього косметичного серіалу. У цій серії є 11 товарів із чарівними обличчями Gudetama.

### Заклади
У Японії, Китаї, Сінгапурі та Лондоні є тематичні ресторани Gudetama. Ресторани оформлені в стилі Гудетама і пропонують клієнтам різні страви з яєць з обличчям Гудетама. У 2014 році селище Vanguard Diner Lumine Machida відкрило обмежений час кафе з тематикою «Гудетама», де пропонуються торти «Гудетама», гамбургери, пудинг «Гудетама» тощо.

### Потяги
У 2018 році залізниця Сейбу почала співпрацювати з «Гудетама» і спроектувала поїзд з тематикою «Гудетама». Цей поїзд курсував по лінії Сіндзюку та лінії Хайдзіма з середини серпня до листопада. Весь поїзд був пофарбований у жовтий колір, а передня частина потяга була пофарбована, як обличчя Гудетами. Усередині поїзда Гудетама тикає головою з боків сидінь і зверху стійок.